# Fawzi Al Shammari
Fawzi Al Shammari (ur. 13 lutego 1979) – kuwejcki lekkoatleta, sprinter.

## Osiągnięcia
- brązowy medal mistrzostw świata juniorów (bieg na 400 m Annecy 1998)
- 4 medale lekkoatletycznych mistrzostw Azji:
  - złoto w biegu na 400 m i srebro w biegu na 200 m (Kolombo 2002)
  - złoto w biegu zarówno na 200, jak i 400 m (Manila 2003)
- 6. miejsce w Finale Grand Prix IAAF (bieg na 400 m Paryż 2002)
- 3. miejsce podczas pucharu świata (bieg na 400 m Madryt 2002)
- 2 złote medale mistrzostw Azji (Manila 2003, bieg na 200 m i bieg na 400 m)
- liczne złote medale podczas azjatyckich zawodów lekkoatletycznych – medale igrzysk azjatyckich z 2002 i 2006 (oba zdobyte w biegu na 400 m), a także medale igrzysk zachodnioazjatyckich, mistrzostw krajów arabskich, mistrzostw Azji Zachodniej

Al Shammari dwukrotnie reprezentował Kuwejt na igrzyskach olimpijskich (Sydney 2000, Ateny 2004), ale nie zdobył na nich żadnego medalu.

## Rekordy życiowe
- bieg na 200 metrów – 20,41 (2003) rekord Kuwejtu
- bieg na 300 metrów – 32,28 (2004) były rekord Azji, rekord Kuwejtu[1][2]
- bieg na 400 metrów – 44,93 (2002 & 2003) rekord Kuwejtu[3]
- sztafeta 4 × 400 metrów (hala) – 3:14,14 (2001)